# Astroline
Astroline was een Belgisch danceproject opgericht in de zomer van 1997 door Christophe Chantzis. De groep bestond verder nog uit frontzangeres Kathleen Goossens en de danseressen Ann Houben en Katarina Vicente.
Het eerste nummer van de groep ("Take good care"), gezamenlijk met DJ Bart, kwam niet uit op 7", maar wel op 12". Het was onder andere een hit in de Vlaamse clubs. Met "Feel the fire" en "Smiling faces" bereikten ze in 1998 de top-10 van de Belgische Ultratop.
Andere releases van Astroline waren "No way out", "Angels" en "Close my eyes". Met dat laatste nummer scoorden ze begin 2001 een hit in Canada.
Dat was echter het laatste wapenfeit van Astroline. Doordat producer Christophe Chantzis druk was met zijn ander project Absolom verzorgde Peter Luts de live-optredens. Chantzis werkte na Astroline en Absolom verder aan zijn projecten Dee Dee en Ian Van Dahl. Peter Luts werkte verder aan zijn nieuw project Lasgo en Kathleen Goossens werd zangeres van Orion Too.